# Odostomia producta
Odostomia producta är en snäckart som först beskrevs av C. B. Adams 1840.  Odostomia producta ingår i släktet Odostomia och familjen Pyramidellidae. Inga underarter finns listade i Catalogue of Life.